# Taraira
Taraira là một khu tự quản thuộc tỉnh Vaupés, Colombia. Thủ phủ của khu tự quản Taraira đóng tại Taraira Khu tự quản Taraira có diện tích 6619 ki lô mét vuông. Đến thời điểm ngày 28 tháng 5 năm 2005, khu tự quản Taraira có dân số 664 người.